# Elster-istiden
Elster-istiden i Nordeuropa (også kendt som Kansas-istiden i USA, Angli-istiden i Storbritannien og Mindel-istiden i Alperne) var en meget hård istid i den mellempleistocæne subepoke. Istiden varede ca. fra 490.000 til 410.000 år siden. I USA nåede isen helt til Douglas County, Kansas. I Europa nåede isen til London og Slovakiet.
Elster-istiden er den ældste istid med aflejringer i større dele af Danmark. De domineres af prækvartære, danske ledeblokke, hvilket de senere istiders aflejringer ikke gør. Der er indicier for tre stadialer (gletsjerfremstød); Den ældste stadial kom fra Norge og efterlod ledeblokke fra Oslofeltet. Den midterste stadial kom fra Mellemsverige og efterlod kinnediabas. Den yngste stadial kom fra Østersøområdet og efterlod palæozoiske bjergarter fra det baltiske område. Isskjoldet nåede kvartærtidens største udbredelse i Elster og dækkede den sydlige del af Nordsøen, Nordtyskland og Holland.